# Funakoshi Mamoru

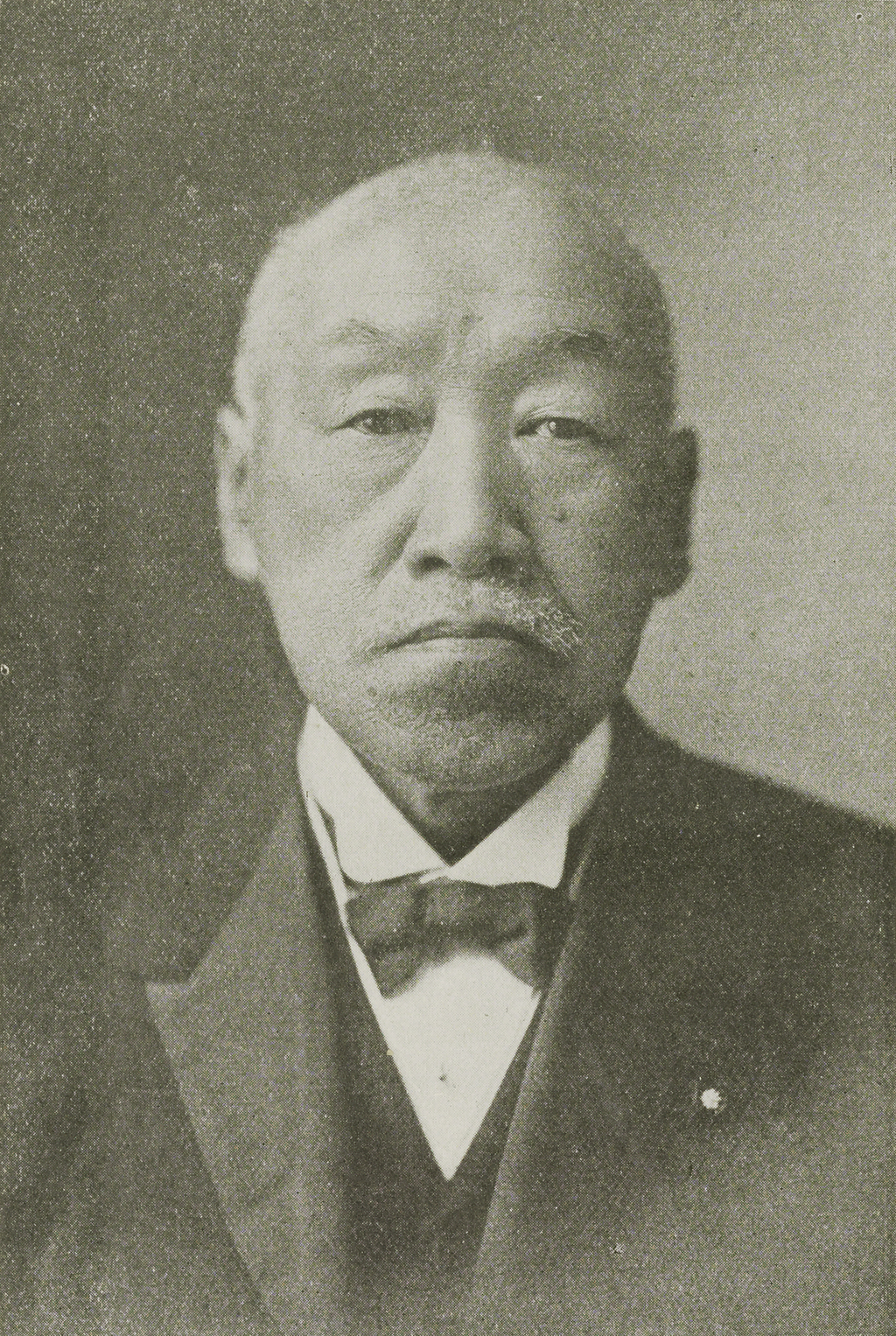
Funakoshi Mamoru

Funakoshi Mamoru (jap. 船越衛; * 13. Juli 1840 in Hiroshima; † 23. Dezember 1913) war ein Staatsmann im Kaiserreich Japan, der unter anderem zwischen 1880 und 1888 Gouverneur von Chiba war. 1896 wurde er als Baron (Danshaku) in den Erbadel (Kazoku) erhoben.

## Leben
Funakoshi Mamoru war ein Sohn des aus dem Hiroshima-Clan stammenden Samurai Yaojuro Funakoshi. Er absolvierte nach dem Besuch der 1725 gegründeten heutigen Shudo Junior and Senior High School ein Studium der Kriegs- und Militärwissenschaften bei Ōmura Masujirō. Zum Ende der Edo-Zeit wurde er im Mai 1868 zum Richter ernannt und nahm kurz darauf an dem zwischen 1868 und 1869 dauernden Boshin-Krieg als Stabsoffizier in der Region Tōhoku teil. Er war später Beamter (Daijō) im Heeresministerium (Rikugun-shō), das nach seiner Gründung im April 1872 für die Verwaltung der Kaiserlich Japanischen Armee verantwortlich war. Im Anschluss wechselte er als assistierender Chefsekretär (Gondai-shokikan) ins Innenministerium (Naimu-shō). Im März 1880 löste er Shibahara Yawara als Gouverneur von Chiba ab und bekleidete diese Funktion bis November 1888, woraufhin Ishida Eikichi seine dortige Nachfolge antrat.
Im Anschluss wurde Funakoshi Mamoru 1888 Mitglied des Ältestenrates (Genrōin) und unternahm in der Folgezeit eine Reise nach Europa. Am 21. Mai 1890 wurde er nach seiner Rückkehr als Nachfolger von Iwamura Takatoshi Gouverneur von Ishikawa und verblieb auf diesem Posten bis zu seiner Ablösung durch Iwayama Takayoshi am 9. April 1891. Er selbst wiederum wurde am 9. April 1891 Nachfolger von Matsudaira Masanao als Gouverneur von Miyagi und hatte dieses Amt bis zum 20. Januar 1894 inne, woraufhin Katsumata Minoru sein dortiger Nachfolger wurde. Am 23. Januar 1894 wurde er Mitglied des Herrenhauses (Kizokuin), des Oberhauses des Reichstages (Teikoku-gikai), und gehörte diesem bis zum 19. Oktober 1910 an. Während dieser Zeit war er führendes Mitglied der Sawakai-Faktion. Am 5. Juni 1896 wurde er als Baron (Danshaku) in den Erbadel (Kazoku) erhoben. 1910 wurde er schließlich Mitglied des Geheimen Kronrates (Sūmitsu-in) und gehörte diesem Beratungsgremium des Tennō bis zu seinem Tode am 23. Dezember 1913 an. Nach seinem Tode erbte sein Sohn Funakoshi Mitsunojo den Titel des Barons.